# IC 1310
IC 1310 је расијано звјездано јато у сазвјежђу Лабуд које се налази на листи објеката дубоког неба у Индекс каталогу.
Деклинација објекта је + 34° 58' 6" а ректасцензија 20h 10m 1,0s. IC 1310 је још познат и под ознакама OCL 147, Berkeley 50, in LBN 181?.